# 김형필
김형필(한국 한자: 金炯必, 1987년 1월 13일 ~ )은 대한민국의 전직 축구 선수출신 축구 지도자이다. 현역 시절 포지션은 공격수였다.

## 클럽 경력
경희대학교를 졸업하고 2010년 전남 드래곤즈에 입단하였지만 2시즌 간 리그 13경기 출전에 그쳤다. 2012년 부산 아이파크로 이적하였고 2013년 사회복무요원 근무를 위해 K3 리그의 청주 직지 FC에 입단하였고 2013 시즌 27골로 리그 득점왕에 올랐다. 2014년엔 화성 FC로 팀을 옮겨 2015년 6월까지 활약하였다.
2015년 여름 이적시장을 통해 내셔널리그의 경주 한수원에 입단하여 반 시즌 간 리그 15경기에 출전하여 8골을 기록하였다. 2016년 1월 경남 FC에 입단하였으나, 7월 다시 경주 한수원으로 복귀하였다.
2017시즌을 앞두고 내셔널리그의 목포시청에 입단했다.
2018년 6월, 목포시청 축구단에서 퇴단했다.